# Dennis Davis
Dennis Davis (ur. 28 sierpnia 1951 w Nowym Jorku, zm. 6 kwietnia 2016) – amerykański perkusista, muzyk sesyjny. Współpracował m.in. z takimi wykonawcami jak: Webster Lewis, Roy Ayers, Norman Connors, Charles Jackson, Jermaine Jackson, Georg Danzer, Stevie Wonder, Smokey Robinson, Wayne Henderson, Alyson Williams, Art Webb, Ronnie Foster oraz David Bowie.